# 范起鳳
范起鳳（？—？），湖广郧西人，清朝政治人物。岁贡出身。
康熙二十九年，擔任廣東廣州府永安縣知縣（現紫金縣知縣）。后由鄭之琮接任。